# Риак, Аджак
Аджак Риак (англ. Ajak Riak, 12 декабря 2000, Найроби, Кения) — австралийский и южносуданский футболист, нападающий клуба «АГМК» и национальной сборной Южного Судана.

## Карьера

### Клубная
Родился в столице Кении Найроби в семье прятавшихся там от войны выходцев из Южного Судана. В детском возрасте вместе со своими родителями переехал в Австралию, где Риак начал заниматься футболом. Некоторое время выступал за «Саут Мельбурн» в Национальной футбольной лиги страны. Сезон 2023/24 провел в Чемпионате Индонезии за ПСС «Слеман».
В июне 2024 года форвард переехал в Европу и заключил контракт с молдавским «Шерифом». Дебютировал за клуб 11 июля в матче квалификационного раунда Лиги Европы против азербайджанской «Зири» (0:1): в нём Риак на 70-й минуте вышел на замену вместо Рашида Аканби.

### В сборной
Нападающий имел право выступать за сборные Австралии и Кении, однако в итоге он выбрал национальную команду с родины его родителей. Туда его позвал тогдашний наставник сборной Южного Судана Стефано Кузин. 23 марта 2023 года Риак дебютировал за «Ярких Звезд» в победном матче с Конго (2:1) в рамках отборочного турнира Кубка африканских наций 2023.